# Seventeen (музичка група)
Seventeen (транскр. Севентин, на корејском: 세븐틴) јесте јужнокорејска група направљена од стране компаније Пледис Ентертејмент. Група се састоји од 13 чланова: Ес Купс, Џонхан, Џошуа, Џун, Хоши, Вону, Вузи, ДиКеј, Мингју, Ди Ејт, Сункван, Вернон и Дино. Група је сачињена од три подгрупе које се одвојено од групе специјализују у одређеним областима попут хип-хопа, наступа и вокала.
Група је имала свој деби 26. маја 2015. године са мини албумом „17 Карат” и песмом „Адоре Ју”. Овај албум је постао најдуже рангиран кеј-поп албум на америчкој листи за 2015 годину, као и једини албум нове групе који се појавио на Билбордовој листи кеј-поп албума за исту годину.
Чланови групе су активно укључени у писању песама и њиховој продукцији, као и у смишљању кореографија за групу, због чега је група добила надимак ”Краљеви перформанса” од стране међународних медија.

## Име групе
Група је добила име на основу исказа ”13 чланова + 3 подгрупе + 1 група”, који се односи на то да 13 чланова групе раде подељено у 3 подгрупе како би могли да дају најбољи наступ заједно као једна велика група.

## Историја

### 2015. година
Званичан деби Севнтин је имао 26. маја 2015. године на емисији националне јужнокорејске телевизије МБЦ. Три дана касније је и званично објављена дигитална верзија мини албума 17 Карат. Овај албум ће постати најдуже рангиран кеј-поп албум 2015 године у Америци као и једини албум нове групе који се појавио на Билбордовој листи 10 најбољих кеј-поп алвума за 2015. годину.
Септембра 2015. године, Севнтин је објавио свој други мини албум „Бојз би” са главном нумером „Мансе”. Успех овог мини албума донео им је и многобројне награде на церемонијама попут Голден Диск Авардс, Соул Мјузик Авардс и Гаонове листе кеј-поп награда. Севнтин је такође постао и једина кеј-поп група на Билбордовој листи ”21 испод 21: најбоље младе звезде”.
Прве концерте група је имала у периоду од 24. до 26. децембра 2015. године у Сеулу, Јужној Кореји као поклон фановима. Одржано је 4 концерата са укупно 3.200 посетилаца.

### 2016. година
У априлу 2016. године Севнтин је објавио први студијски албум „Лов енд Летр” са главном нумером „Прити Ју”. На албуму  се нашло 10 песама чија је главна тема била доживљај прве љубави. Промоција овог албума трајала је два месеца. Током овог периода група је наступала на многим емисијама што је донело групи и победу на емисији Шоу Чемпион 4. маја 2016. године. Само недељу дана касније, група ће освојити и своју другу награду на истој емисији.
У креирању овог албума, сами чланови групе имали су доста значаја тиме што су помогли при писању или су сами написали сваку песму на албуму. Овај албум је дебитовао као трећи на Билбордовој листи светских албума, а песма Адор Ју нашла се на трећем месту Билбордове листе светских песама. Почетком јула исте године овај албум ће доживети и поновно избацивање, сада са главном песмом „Вери Најс”. Група је 5. децембра објавила свој трећи мини албум „Гоинг Севнтин” са главном песмом „Бумбум”.

### 2017. година
Средином фебруара 2017. године Севнтин је одржао 6 концерата у Јапану под називом „Сеј д нејм СЕВНТИН”. Концерти су одржани у 2 града: Кобе и Јокохама и заједно су имала посећеност од 50.000 гледалаца. 
Севнтин ће свој следећи мини албум објавити 22. маја под називом „Ал1” и главном песмом „Донт вана крај”. Овај албум ће им донети велики број интернационалних слушалаца. Физичка верзија овог албума продана је до краја године у више од 330.000 копија, док је спот за песму Донт вана крај постао први спот групе који је прешао 200 милиона прегледа на Јутјубу.
Прву светску турнеју група ће започети у јулу под називом Дајмонд Еџ. Укупно је одржано 14 концерата у следећим градовима: Сeул, Саитама, Бангкок, Хонг Конг, Чикаго, Далас, Торонто, Сантиаго, Њу Јорк, Куала Лумпур, Џакарта, Сингапур, Тајпеј и Манила. Број посетилаца износио је преко 230.000.
Почетком новембра, Севнтин ће издати и свој други студијски албум Тин, Ејџ.

### 2019. година
Севнтинов шести мини албум „Ју мејд мај давн” објављен је 21. јануара заједно са главном песмом „Хоум”. Ова песма ће им донети 10 победа на недељним музичким програмима. Крајем јуна исте године, група је објавила одлазак на светску турнеју под називом Оде ту ју у којима ће посећивати земље Азије, Северне Америке и Европе. Трећи студијски албум „Ан Оде” Севнтин ће објавити 16. септембра. Физичке копије овог албума продате су у 700.000 примерака у својој првој недељи.

### 2020. година
Седни мини албум „Хенг:гарае” Севнтин је издао 22. јуна са главном траком „Лефт анд рајт”. Овај албум је за мање од недељу дана продат у милионском броју физичких копија, чинећи га најпродаванијим њиховим албумом до тада. 
Други специјални албум „Семиколон” изашао је 19. октобра са главном песмом „Хоум;Ран”. Продаја физичких копија албума достигла је бројку од 1.1 милиона копија чиме је ово постао други Севнтинов албум који је достигао број продатих копија у милионима.

### 2021. година
У другој половини јула сви чланови групе одлучили су да обнове уговоре са компанијом Пледис Ентертејмент за додатних седам година. Севнтинов девети мини албум „Атака” праћен главном песмом „Рок вит ју” издат је 22. октобра. Атака је продат у више од 2 милиона физичких примерака чинећи га првим Севнтиновим албумом који је прешао број од 2 милиона продатих примерака.

### 2022. година
Четврти студијски албум „Фејс д сан” објављен је 27. маја са главном песмом „Хот”. 
Већ крајем јуна исте године почеће Севнтинова трећа светска турнеја. На овој турнеји било је 29 наступа укупно са преко 540.000 посетилаца.
Свој први наступ на америчком фестивалу Севнтин је имао 10. децембра наступајући на главној бини ЛА3Ц фестивала у Лос Анђелесу.

## Чланови
Хип-хоп тим
- Ес. Купс
- Вону
- Мигју
- Вернон

Вокални тим
- Вузи
- Џонхан
- Џошуа
- ДиКеј
- Сункван

Перформанс тим
- Хоши
- Џун
- Ди Ејт
- Дино